# Tweel
Et tweel (portmanteau af tire (da. dæk) og wheel (da. hjul)) er et eksperimentelt dækdesign under udvikling ved Michelin. Dækket bruger ikke et trykluft og kan derfor ikke revne eller blive fladt. Tweel anvender i stedet fleksible polyurethan eger til at støtte dækoverfladen.